# Ford Taurus
O Ford Taurus é um automóvel fabricado pela Ford Motor Company nos Estados Unidos, disponível nas versões sedã e station wagon. Começou a ser em produzido em 1986. Sua produção foi interrompida em 2006, sob protestos de fãs, mas foi retomada ainda em 2008, com base no modelo Five Hundred e em 2009 foi lançada uma geração inteiramente nova, já como modelo 2010. Um dos mais tradicionais sedans da Ford, adorado em todo o mundo e estrelado no cinema em muitas produções. Certamente o mais famoso dos cinemas seria o Ford Taurus preto dirigido pelo RoboCop. Foi muito utilizado como viatura policial e também como táxi.
No Brasil chegou como porte grande e somente na carroceria sedan, tendo sua estreia em 1994 já na sua segunda geração. Em 1997 chegava a terceira geração ao país, com um design totalmente novo, adequando-se ao padrão de linhas ovaladas da Ford e sendo seu último ano de importação. O Taurus foi um dos veículos importados mais vendidos dos anos 90 no Brasil.
No Brasil concorria com o nacional Chevrolet Omega e os importados Honda Accord e Toyota Camry, porém os mesmos possuiam dimensões menores em relação ao Taurus devido ao seu padrão norte-americano.

## NASCAR

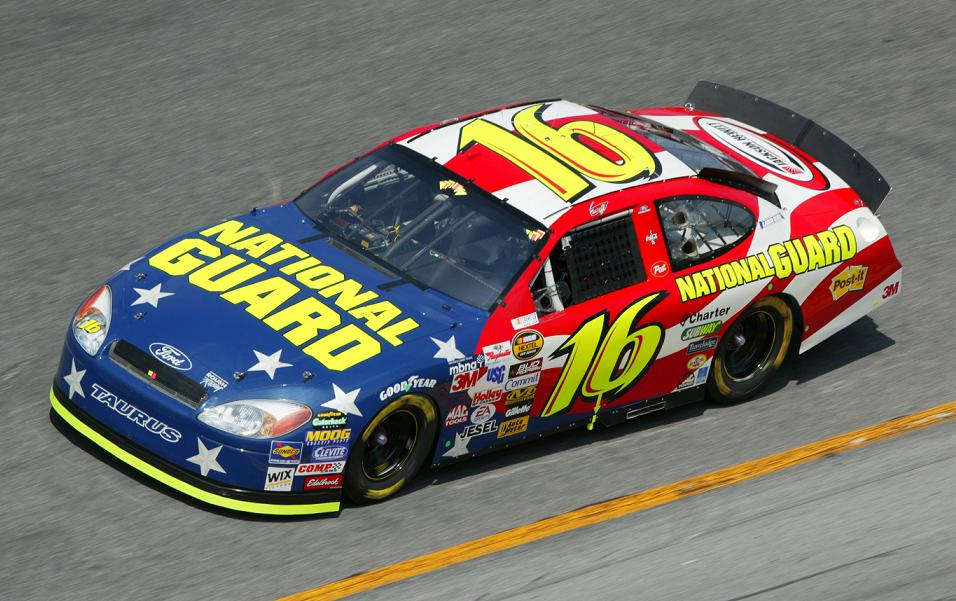
Ford Taurus na NASCAR.

O Taurus representou a Ford na NASCAR a partir da temporada de 1998 (que era equipado com o motor 358 V8 de 5.9L), em lugar do Ford Thunderbird até o ano de 2005, quando foi substituído pelo Ford Fusion, no total foram 3 títulos da Cup Series e 2 da Busch Series.

## Galeria
- Primeira geração (1985-1991)
- Segunda geração (1992-1995)
- Terceira geração (1996-1999)
- Quarta geração (2000-2007)
- Quinta geração (2008-2009)
- Sexta geração (2010-2019)